# Norr-Almsjön
Norr-Almsjön är en sjö i Kramfors kommun i Ångermanland och ingår i Nätraån-Ångermanälvens kustområde. Sjön har en area på 0,456 kvadratkilometer och ligger 151 meter över havet. Sjön avrinner genom vattendraget Vallaån till Sör-Almsjön, som i sin tur avvattnas av Inviksån. Norr om sjön ligger byn med samma namn.

## Delavrinningsområde
Norr-Almsjön ingår i det delavrinningsområde (699832-161269) som SMHI kallar för Utloppet av Norr-Almsjön. Medelhöjden är 176 meter över havet och ytan är 1,61 kvadratkilometer. Räknas de 9 avrinningsområdena uppströms in blir den ackumulerade arean 39,8 kvadratkilometer. Avrinningsområdets utflöde Inviksån mynnar i havet. Avrinningsområdet består mestadels av skog (70 procent). Avrinningsområdet har 0,46 kvadratkilometer vattenytor vilket ger det en sjöprocent på 28,2 procent.

## Norr-Almsjö by
I början av 1600-talet etablerades flera bosättningar av skogsfinnar på Ullångersfjället, de innersta delarna av Ullångers socken. I lantmätare Olof Tresks jordebok från 1639 återfinns ett nybygge på norra sidan av Norr-Almsjön. Den kallades då för Västergården, medan Östergården låg vid Sör-Almsjön och motsvarar det som nu heter Almsjönäs.
På platsen för den gamla gården står fortfarande en timmerbyggnad, det så kallade finnpörtet, som anses vara från 1600-talet. Byggnaden restaurerades 1943 av skogsbolaget Forss AB, som då var innehavare av hemmanet. Ytterligare renovering har skett under början av 2000-talet. Finnpörtet ägs nu av Ullångers hembygdsförening.